# Jazzpiano

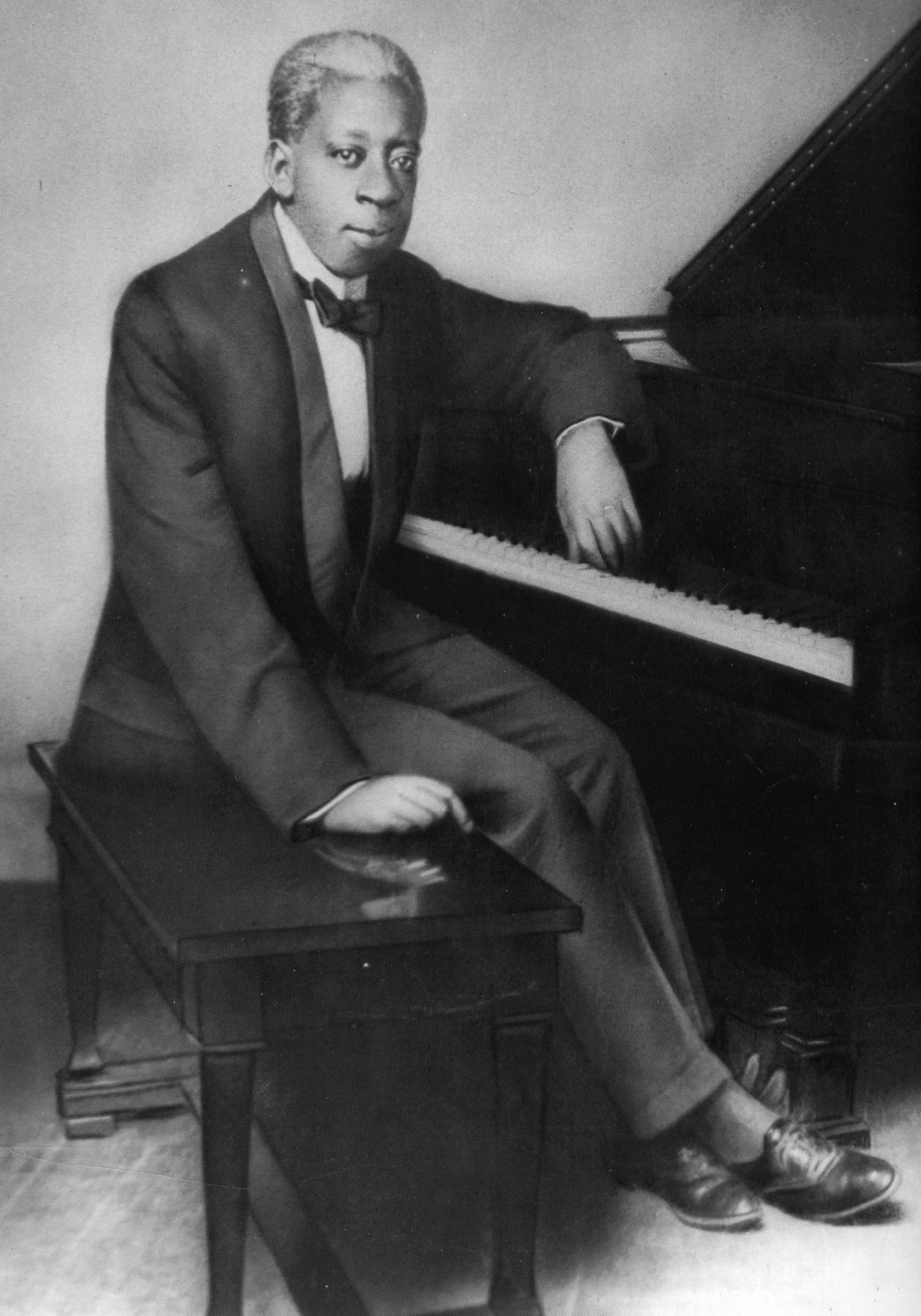
Tony Jackson i Frank Early's saloon i New Orleans på 1910-talet

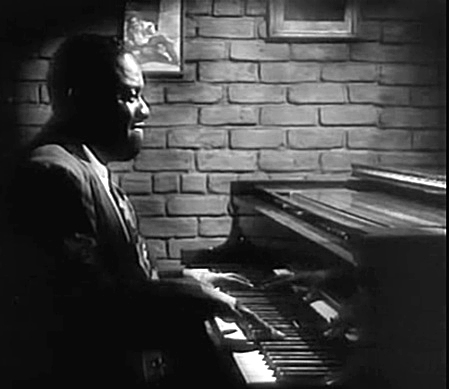
Art Tatum

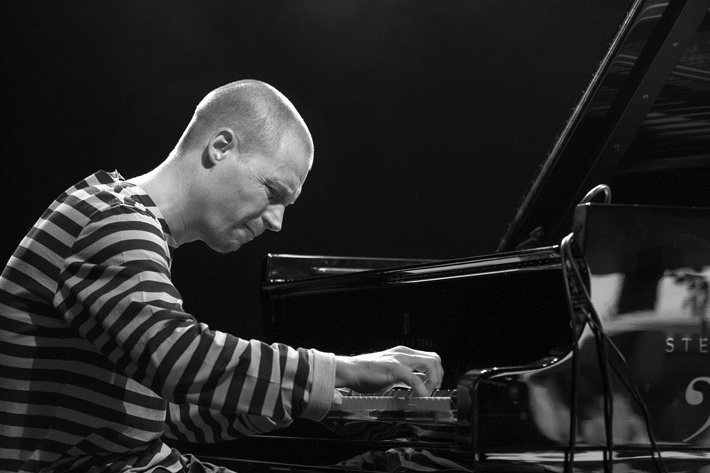
Esbjörn Svensson 2007

Jazzpiano är ett samlingsnamn för de tekniker som pianister använder när de spelar jazz. I förlängningen kan ordet hänvisa till samma metoder på alla klaverinstrument. Pianot har varit en integrerad del av jazzens uttrycksmedel sedan starten, både som solo och i ensembleuppsättningar. Dess roll är en av de mest mångsidiga, främst beroende på instrumentets kombinerade melodiska och harmoniska karaktär. 
I ett mindre jazzband kan det liksom gitarr och vibrafon främst svara för ackord snarare än enbart enstaka toner. Av denna anledning är det också ett viktigt verktyg i att förstå jazzteori och arrangemang för jazzmusiker och kompositörer.

## Historik
Pianot spelar en viktig roll i jazzens historia redan från början. En av jazzens rötter, ragtime är ren pianomusik, en av de andra, bluesen, fann efter en omväg som barrelhouse piano och boogie-woogie, likaså sin väg in i jazzhistorien som pianomusik.
Om pianot i början av jazzens historia ganska naturligt uppträdde som soloinstrument - marschorkestrar kom ju utan piano, så utvecklade det sig över tiden allt mer som ett ackompanjerande och ensembleinstrument.
Som en del av jazzbandet var ett piano inom jazztraditionen huvudsakligen för att frambringa rytm och harmonisk differentiering. Med dess hjälp blev rytmkänslan från kontrabas eller bastuba och gitarr / banjo fördubblad. Med swingen överlämnade pianisten allt mer takt och komp åt trummisen och basisten. Även om medlemskapet i rytmsektionen var begränsande, kunde pianisten i ett storband, liksom Count Basie med att spela ut ett enda udda ackord, på så sätt antyda kommande ackordföljder. Samtidigt behandlades dock pianisten i ensemblen allt tydligare som jämlik med solisterna, och pianot fick som följd därav mer och mer av blåsarnas melodiföring.
Boogie-woogien var ett sidospår av swingen med rötter i jumpblues och rhythm and blues med sångaren Louis Jordan som lokomotiv. Egentligen var boogien med sina typiska vänsterhandsfigurer en solouppvisningsstil för pianojazz, som uppstod på "rent parties" i Chicago. Boogie-woogiens sväng och basgångar låg till grund för rocken, med en intensiv period, där Pete Johnson, Meade Lux Lewis, Albert Ammons och en rad andra kreativa pianister figurerade. Denna varade till att Ray Charles, Little Richard och Jerry Lee Lewis slog igenom och Rock'n'Roll stod på egna ben. Detta har boogien fortsatt att göra, vilket även svenska företrädare som Charlie Norman och Robert Wells visat.
Redan på 1940-talet hade det mekaniska pianot delvis ersatts i jazz av elektromekaniska instrument. På den tiden hade Earl Hines ett Storytone-elektriskt piano som han både spelade och gjorde upptagningarna med. Vid slutet av 1950 kom musiker som Ray Charles och Sun Ra att bereda marken för användning av elpianon. Joe Zawinul experimenterade med ljud av olika klaviaturinstrument: För sin "Mercy, Mercy, Mercy" använde han ett Wurlitzer-piano, medan "Country Preacher" spelades in på Fender Rhodes, på vilket han då åstadkom ett slagverkslikt ljud. I uppföljningen förbättrade särskilt inom jazz fusion E-pianon, synthesizers och andra keybord klangbilden. I dag är pianot ett av många online klaverinstrument i jazz.

## Tekniker
Voicing av jazzackord är en av byggstenarna för att lära sig jazzpiano. Jazzpianospel använder alla desamma ackord som finns i västerländsk konstmusik, som dur, moll, höjda och sänkta, olika septima-ackord, nona och så kallade färgade toner. Den andra skickligheten av betydelse är att lära sig spela så att det "svänger". Nästa steg är improvisation - hitta på passande melodiföljder omedelbart. Detta kräver enorm känsla och skicklighet och man måste kunna sin väg runt pianot.
Pianistens roll - solo eller olika avsnitt i uppförandet av ensemblespel - påverkar också den teknik som krävs.

### Soloframträdande
En av de viktigaste sakerna i jazzpiano är att hålla rytmen och känna låtstilen så bra att det blir som en andra natur. Men solo jazzpiano innebär ytterligare ett grundläggande problem. Pianisten måste nå tre fundamentala mål. Dessa tre faktorer bidrar till den komplimang som ibland ges till en mycket bra pianist, att han "låter som två eller fler katter (musiker) som spelar tillsammans." Detta är ett allmänt intryck, som dock tar sig olika form, till exempel om Dave McKennas ”sound” är det känt som "trehands swing": 
1) Ge en tydlig, svängig puls. Detta kan prövas genom att skapa ett anslag av takten med höger hand strax efter ett svagare slag med vänster hand. Syftet med detta är att imitera en cymbal, eller en vandrande bas, eller båda. 
Medan många jazzpianister av vana gör detta med två händer, kan det också uppnås enbart med vänsterhanden genom att imitera en basists svagare ton, precis innan han slår en del av basgångens toner.
Pianot som instrument erbjuder solister oändliga valmöjligheter. Man kan använda basregistret för att spela ett ostinato-mönster, likt de som finns i boogie-woogie eller en melodisk basgång som imiterar just gången av en upprätt ståbas. I en stil som kallas stride piano växlar vänster hand snabbt position på taktslagen mellan enskilda oktavtoner i basregistret och ackord i tenorregistret. Detta sker även i mer synkoperade varianter. Den högra handen kommer ofta spela melodiska linjer, men kan även spela harmonik.

### I ensemblespel
Pianots roll i samband med ensemble-ackompanjemang har gradvis förändrats från en takthållande roll bestående av repetitiva vänsterhandsfigurer till en mer flexibel roll, där pianisten fritt kan välja att interagera med solisten med både korta och ihållande ackord och melodiska fragment. Denna form av ackompanjemang kallas komp.
Pianot har alltid intagit en ledande roll inom jazzen. I början spelade svarta jazzmusiker ragtime på pianot. Allt eftersom jazzgenren utvecklades, flyttades pianot in i, vad som kom att kallas rytmsektionen i ett jazzband.

### Kvintcirkeln
Kvintcirkeln är inte bara ett utmärkt pedagogiskt cirkulärt schema inom musikteori och stöd för att modulera mellan olika tonarter. Viktig teknik kan nås genom att kvintcirkeln även ger tips om lämpliga ackordföljder för melodier i allmänhet.

## Stilbildande pianister
Virtuosa jazzpianister, såsom Oscar Peterson eller Chick Corea, behöver inte ha bidrigit till den utveckling av jazzpianot som följt jazzens utveckling. Många har dock bidragit på olika sätt:
- Jelly Roll Morton, som knöt ihop de historiska föregångarna som minstrel och gatubandens arkaiska jazz med pianoragtime á la Tony Jackson till New Orleans-jazzen både som solist och orkesterledare.
- James P. Johnson, utvecklade Mortons stride-teknik i Harlem och gjorde uppmärksammade blues-ackompanjemang till Bessie Smith. Hans Carolina Shout anses ha varit ett mästarprov för swingpianister.
- Fats Waller utvecklade stride- och jazzpianostilarna ytterligare under 1930-talet.
- Earl Hines oktavlöpningar machade väl Louis Armstrongs trumpetspel och löste pianot från tidig rag- och stride-teknik och förebådade swingen.
- Count Basie anses vara en av de mest ekonomiska pianisterna i jazzhistorien, genom det sätt på vilket han visste hur man skapar spänningar mellan de ofta vitt utspridda enskilda tonerna. Basie influerades av pianisterna Johnny Guarnieri eller John Lewis.[3] Initialt spelade Basie mer och snabbare och orienterade sig mot boogiepianisten Pete Johnson från Kansas. Basie uppfattade sig allt mer som underhållare och var tekniskt inte den bästa pianisten.
- Duke Ellington förde från pianot "dialoger" med sin swing-orkester och skapade talrika "klassiska" jazzkompositioner för detta instrument. För honom blev pianot ett övergripande "instrument" för orkesterledning.
- Teddy Wilson införde ett lättsamt och elegant pianoelement i 1930-talets Combo-jazz och Benny Goodmans band.[4].
- Art Tatum är fortfarande den oöverträffade virtuosen i 1930-talets stride-stil och öppnade nya möjligheter till arr för swingpianot.
- Thelonious Monk hör med sina rytmiska förskjutningar och deras oregelbundna klangstrukturer liksom Herbie Nichols till de mest originella pianisterna inom jazzens bebop-era. Pianister som Randy Weston och Mal Waldron hör till efterföljarna.[5]
- Bud Powell överförde Charlie Parkers saxofonhantering till pianot på 1940-talet och myntade det rytmiska ackompanjemanget inom bebopen som "kompet". Han var en av bopens bäst utbildade pianister, vars karriär dock kraftigt begränsades genom en skallskada tidigt (1947).
- Horace Silver utvecklade Powells arv vidare mot ett funk- och soul-orienterat tungt rytmiskt spelsätt i sin kvintett, ofta etiketterat som hardbop.[5]
- Dave Brubeck är den mest framträdande pianistförträdaren för cool jazz från 1950-talet, vars kvartettexperiment med exotiska taktarter satt spår.
- Lennie Tristano tog sig vissa av frijazzens harmoniska friheter på sitt eget originella sätt redan runt tio år i förväg.[6]
- Bill Evans är jazzens romantiker som förde in klassisk europeisk harmonik och känsla för form. Han revolutionerade genren pianotrio. Bill Evans Trio var med Scott LaFaro och Paul Motian den första trion, där varje instrument skulle kunna tilldelas ledningen. LaFaro spelar även längs sådana linjer, som han fraserade melodiskt och rytmiskt oberoende av sin stödfunktion.[7]
- Keith Jarrett har vidareutvecklat Bill Evans lyriska spelsätt och fört den helt improviserade solokonserten till nya höjder.
- Cecil Taylor har fastställt standarder för den fria energetiska gruppimprovisationen.
- McCoy Tyner var på 1960- talet medlem av John Coltranes Quartet. Senare album med solospel från 1970-talet är exempel på vital, innovativ jazz som varken är jazz fusion eller frijazz. 1975 kom en skiva, där Tyner spelar cembalo och celesta, sällan hörda instrument i jazz-sammanhang. Tyner anges ofta som en stor influens för många yngre jazzmusiker.[8]

- Bengt Hallberg och Jan Johansson är två svenska företrädare som gjort sig internationellt kända för en skandinavisk jazzpiano-dimension.